# Casa Nelissen
La Casa Nelissen è uno storico edificio art nouveau della città di Bruxelles in Belgio.
Perfetto esempio della corrente geometrica dell'Art nouveau, la casa ha come caratteristica principale la grande apertura circolare con affaccio sulla strada situata nel piano centrale dell'edificio, probabilmente una delle più celebri di Bruxelles congiuntamente a quella della Casa Saint-Cyr di Gustave Strauven.

## Storia
La casa venne progettata e costruita nel 1905 quale residenza personale dall'architetto olandese Arthur Nelissen, attivo nella capitale belga.
Oltre che a svolgere la funzione di residenza, l'edificio voleva dimostrare al pubblico le qualità d'architetto contemporaneo del suo progettista.

## Descrizione

### Pian terreno
Il pian terreno si distingue dal resto della facciata per il materiale utilizzato: è infatti interamente realizzato in pietra blu mentre il resto della facciata è realizzato in mattoni verniciati. La porta in legno presenta una cornice in pietra blu assai sofisticata: i suoi piedritti presentano una cianfrinatura curvilinea nella loro parte superiore e tre più piccole cianfrinature nella loro parte inferiore, alternativamente curvilinee e rettilinee. In basso e a sinistra della porta si apre un grande spiraglio inquadrato da una bella cornice in rilievo impreziosita da cinque cianfrinature curvilinee, alternativamente lunghe e corte. Al di sopra dello spiraglio è invece una coppia di grandi finestre a baia ornate da rilievi con motivi vegetali riconducibili alla corrente floreale dell'Art Nouveau mentre le inferriate che proteggono le finestre presentano motivi tipici dell'Art Nouveau geometrico.

### Piani superiori

#### Rivestimento
La facciata ai piani superiori dell'edificio presenta un rivestimento policromo, frutto della combinazione di mattoni verniciati di bianco, nero e verde, e separato dal rivestimento del pian terreno da modanature in pietra.

#### Primo piano

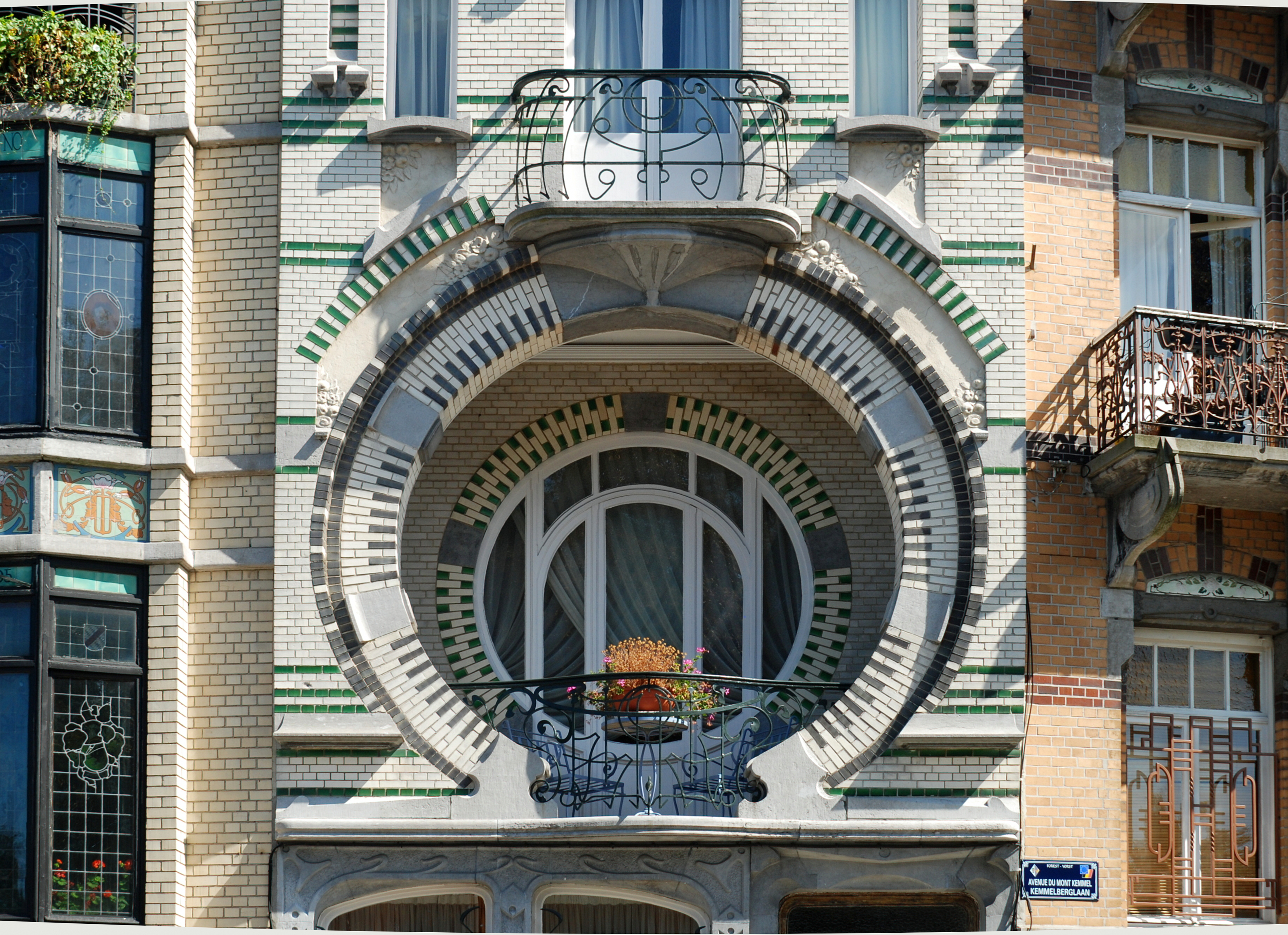
La grande apertura circolare del primo piano

Il primo piano è occupato dalla grande apertura circolare a foggia di arco a ferro di cavallo che taglia nettamente la facciata in due sezioni.
Svolgono la funzione di cunei dell'arco blocchi di pietra blu e mattoni verniciati di nero e bianco che evocano la tastiera di un pianoforte. Questo grande arco a ferro di cavallo, affacciato sulla strada, accoglie un balcone balaustrato in ferro al fondo del quale appare un secondo arco a ferro di cavallo circondato da due cerchi di mattoni bianchi e verdi e che costituisce la porta-finestra del salone dell'abitazione. Da entrambi i lati della grande apertura circolare, la facciata è rivestita da bande orizzontali di altezza e lunghezza variabile combinanti pietra blu e mattoni bianchi e verdi. 
L'apertura è sormontata da due bassorilievi bianchi ornati da grappoli di fiori e da piccole volute d'ispirazione barocca.

#### Secondo piano
Il secondo piano dell'edificio presenta tre aperture a baia; quella centrale è una porta-finestra ad arco e protetta da una ringhiera in ferro battuto a formare motivi geometrici. La baia è sormontata da un grande arco i cui cunei sono formati da mattoni verniciati di bianco e verde. Da una parte e l'altra della porta-finestra trovano posto delle sottili finestre a baia sormontate da un arco rampante e aventi davanzali ornati da grappoli di fiori a bassorilievo.

### Cornicione
La facciata è coronata da un cornicione art nouveau interrotto nel suo centro da un arco a ferro di cavallo che richiama quello del primo piano. 
Le mensole del cornicione, di grandezza decrescente per via degli archi rampanti che sormontano le finestre del secondo piano, convergono verso un grande bassorilievo centrale ornato da grappoli di fiori e frutti posizionato sotto l'arco a ferro di cavallo.

## Galleria d'immagini

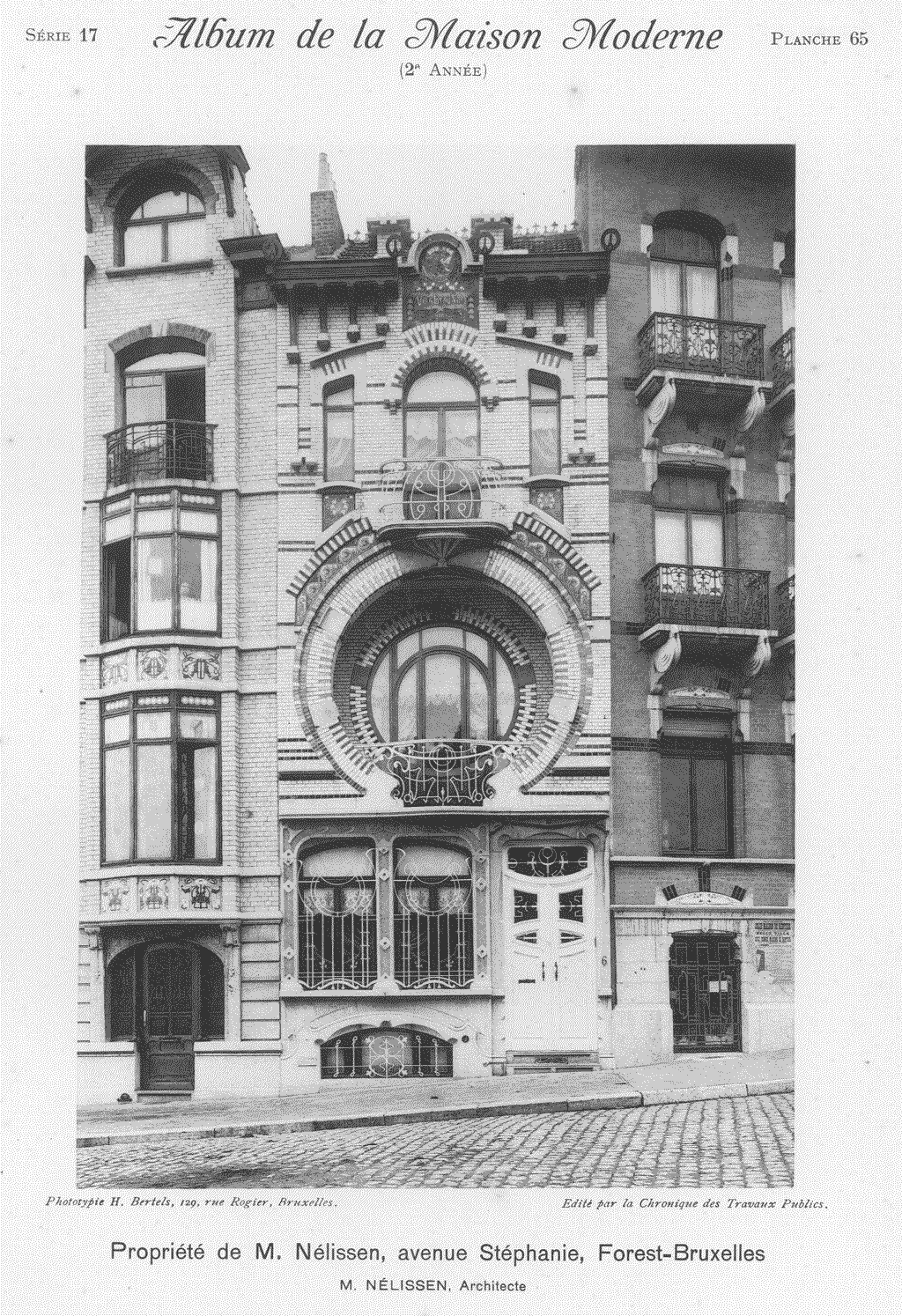
La facciata della Casa Nelissen in una foto del 1911
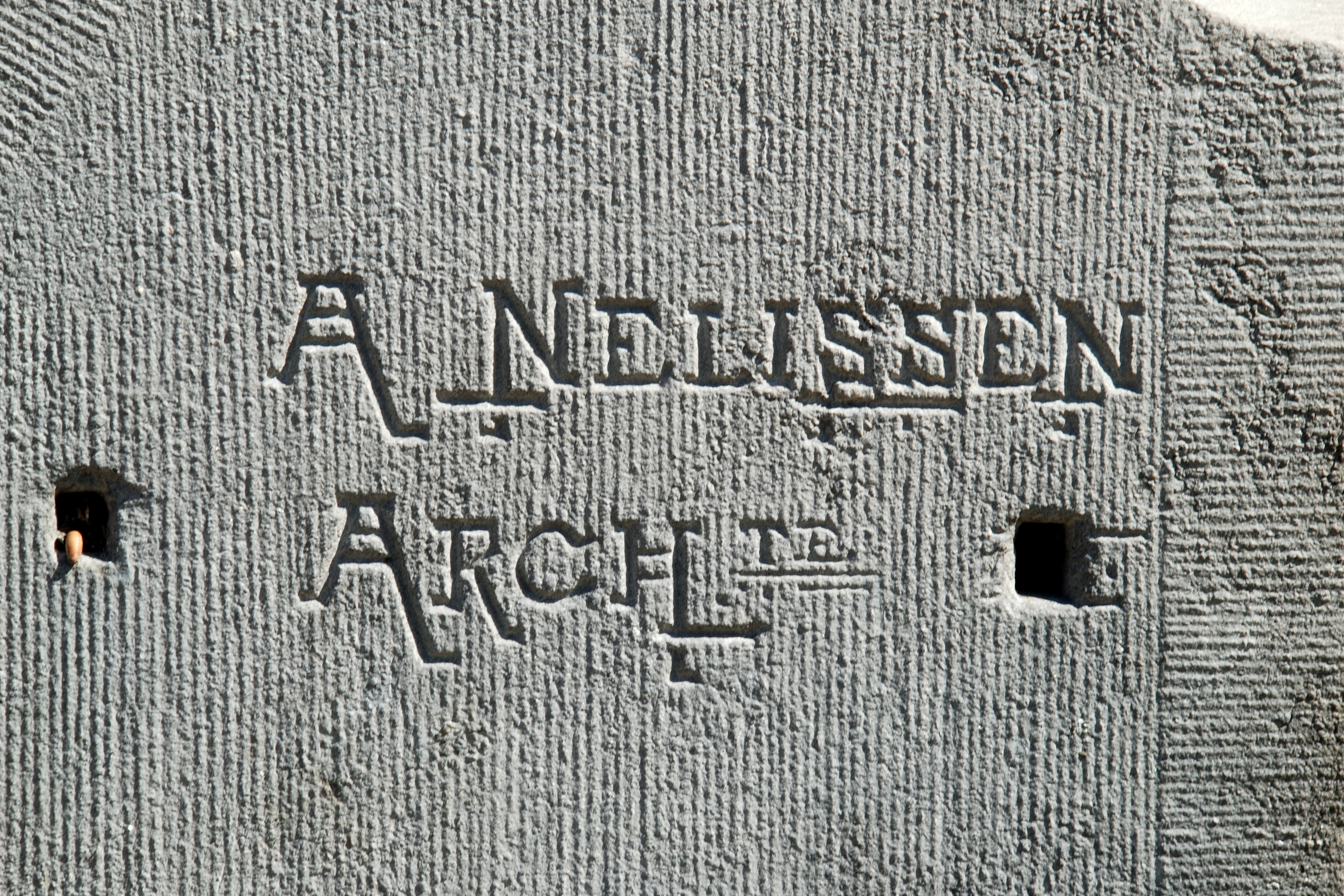
La firma dell'architetto